# Cornus darvasica
Cornus darvasica là một loài thực vật có hoa trong họ Cornaceae. Loài này được (Pojark.) Pilip. miêu tả khoa học đầu tiên năm 1960.